# Gaetano Poggiali
Gaetano Poggiali (Livorno, 1753 – Livorno, 1814) è stato un editore e bibliografo italiano.

## Biografia
Direttore della Tipografia Masi di Livorno, pubblicò la collana di testi originali citati nel Vocabolario della Crusca, pubblicato a Livorno nel 1813.
Tra i tanti manoscritti pregiati che arricchivano la sua collezione è degno di nota un codice del XIV secolo, noto come Il codice dei Commenti alla Commedia, denominato Poggiali-Vernon ed in seguito Ginori-Conti. Questo manoscritto raccoglie i commentari coevi alla Divina Commedia.